# Antiklinorij
Antiklinorij u geologiji podrazumijva kompleksnu boranu cjelinu ili sustav bora. Elementi antiklinorija analogni su antiklinali s tim da su krila bora još dodatno (sekundarno) naborana.